# Schulz & Böhmermann
Schulz & Böhmermann war eine von Olli Schulz und Jan Böhmermann moderierte Talkshow, die von der bildundtonfabrik in Köln produziert wurde.

## Konzept
Das Konzept basierte größtenteils auf jenem von Roche & Böhmermann. Pro Sendung wurden vier Gäste eingeladen, die sich zusammen mit Schulz und Böhmermann an einen runden Tisch setzten. An diesem durfte getrunken und geraucht werden, während die Gäste gleichzeitig untereinander diskutierten und sich streiten konnten. Das Konzept konterkarierte damit das übliche Prinzip von Talkshows im deutschen Fernsehen, den Gästen viel Raum zur Selbstdarstellung zu bieten. Anstelle von William Cohn wurden die Gäste in der Neuauflage der Talkshow von Sibylle Berg vorgestellt. Am Ende der Sendung, nachdem die Gäste und das Publikum das Studio bereits verlassen hatten, gaben die Moderatoren ein kurzes Fazit zu den diskutierten Themen und zum Verhalten der einzelnen Gäste ab. Die dominierende Farbe der Studioeinrichtung war schwarz. Zum Einsatz kam das im deutschen Fernsehen seit den 1970er Jahren verbreitete Mikrofon Sennheiser MD 441.

## Besetzung
| Darsteller     | Folgen | Rolle                        |
| -------------- | ------ | ---------------------------- |
| Olli Schulz    | 1–15   | Moderator                    |
| Jan Böhmermann | 1–15   | Moderator                    |
| Sibylle Berg   | 1–15   | Erzählerin                   |
| Larissa Rieß   | 1–5    | Souffleuse und Kartengeberin |

## Hintergrund
Nachdem die 2012 gelaufene Talkshow Roche & Böhmermann von Charlotte Roche und Jan Böhmermann nach privaten Konflikten eingestellt worden war, gab Böhmermann zusammen mit Olli Schulz am 20. August 2015 in der Sendung Neo Magazin Royale bekannt, ab 2016 eine Talkshow zu moderieren, die sich an Roche & Böhmermann anlehnt.
Die Aufzeichnung der ersten Staffel fand vom 13. bis 16. Dezember 2015 im Studio König in Köln-Ehrenfeld statt. Sie wurde vom 10. bis 31. Januar 2016 wöchentlich auf ZDFneo ausgestrahlt. Das Best-of der Staffel folgte im Anschluss an die vierte Folge. Am 9. Oktober 2016 wurde eine zweite Staffel für 2017 angekündigt, die zehn Episoden umfasst. Diese wurden ab dem 5. März 2017 jeweils am ersten Sonntag des Monats um 23:15 Uhr erneut bei ZDFneo gesendet.
Die Erstausstrahlung von Folge 7 der zweiten Staffel war ursprünglich für den 3. September 2017 geplant, wegen Beteiligung von Franziska Giffey (SPD) konnte die Sendung jedoch erst nach der Bundestagswahl 2017 ausgestrahlt werden.
Wegen der niedrigen Zuschauerzahlen wurde die Sendung nach der zweiten Staffel eingestellt.

## Episodenliste

### Staffel 1
| Folge | Erstausstrahlung (ZDFneo) | Gäste | Sonstiges |
| ----- | ------------------------- | --- | --- |
| 1     | 10. Januar 2016           | Jörg Kachelmann (Meteorologe) Gert Postel (Hochstapler) Anika Decker (Drehbuchautorin) Kollegah (Rapper)                         | Jeder Gast hatte eine Plus- und eine Minus-Karte, mit welcher der Gast die vorherige oder nächste Minute aus der Sendung schneiden lassen konnte.                                                                                    |
| 2     | 17. Januar 2016           | Ann-Marlene Henning (Sexologin) Nora Tschirner (Schauspielerin) Paul Ronzheimer (Journalist) Katrin Göring-Eckardt (Politikerin) | Thema der Sendung: Kindergeburtstag. Im Verlauf der Sendung brachen die Stühle von Böhmermann, Henning und Tschirner zusammen. |
| 3     | 24. Januar 2016           | Axel Petermann (Kriminalist) Anton Claaßen (Zuhälter) Samuel Koch (Schauspieler) Katrin Bauerfeind (Moderatorin)                 | Gäste und Moderatoren konnten jederzeit für drei Minuten durch einen Überraschungsgast ausgetauscht werden. Die Überraschungsgäste waren das Maskottchen der Kölner Haie Sharky, Micaela Schäfer, Willi Herren und Oliver Petszokat. |
| 4     | 31. Januar 2016           | Kat Kaufmann (Autorin) Gheiath Hobi (Flüchtling) Sophie Hunger (Musikerin) Nikolaus Blome (Journalist)                           | Im Verlauf der Sendung wurde ein Fünf-Gang-Menü serviert. |
| 5     | 31. Januar 2016           | – | Best-of-Special der ersten Staffel |

### Staffel 2
| Folge | Erstausstrahlung (ZDFneo) | Gäste | Sonstiges |
| ----- | ------------------------- | --- | --- |
| 01    | 5. März 2017              | Schorsch Kamerun (Sänger) Ben Tewaag (Schauspieler) Laura Himmelreich (Journalistin) Rolf Pohl (Soziologe)                       | Thema der Sendung: Rollenbilder |
| 02    | 2. April 2017             | Sandra Maischberger (Journalistin) Johannes B. Kerner (Moderator) Gert Scobel (Journalist) Bettina Rust (Journalistin)           | Thema der Sendung: Talkmaster |
| 03    | 7. Mai 2017               | Johannes Kneifel (Pastor) Margarete Stokowski (Autorin) Claudia Roth (Politikerin) Jenny Elvers (Schauspielerin)                 | Thema der Sendung: Hass Besonderheit: Böhmermann und Schulz haben miteinander via Smartphone kommuniziert. |
| 04    | 4. Juni 2017              | Birgit Minichmayr (Schauspielerin) Micky Beisenherz (Moderator) Tim Wolff (Satiriker) Mats Hummels (Fußballspieler)              | Thema der Sendung: Sinn für Unsinn Besonderheit: Zeitungen lagen auf dem Tisch; Ein Zuschauer („Smoking Dave“) wurde mit in die Diskussionsrunde aufgenommen. |
| 05    | 2. Juli 2017              | Doro Pesch (Sängerin) Dirk von Lowtzow (Sänger) Tim Bendzko (Sänger) Veronika Fischer (Sängerin)                                 | Thema der Sendung: Musik Besonderheit: Auf Knopfdruck konnten Nummer-eins-Hits aus dem Jahr 2017 eingespielt werden. |
| 06    | 6. August 2017            | Iris Berben (Schauspielerin) Katharina Thalbach (Schauspielerin) Karoline Herfurth (Schauspielerin) Lars Eidinger (Schauspieler) | Thema der Sendung: Enttäuscht von Deutschland Besonderheit: die Gäste am Tisch verkörperten erfundene Persönlichkeiten. Dem Studiopublikum war dies vorab nicht bekannt. Alle Gäste waren zur Auflösung am Fazit beteiligt.                                                                           |
| 07    | 12. November 2017         | Désirée Nick (Schauspielerin) Mario Basler (Fußballspieler) Stefanie Sargnagel (Autorin) Franziska Giffey (Politikerin)          | Besonderheit: Der Sendetermin wurde aus politischen Gründen verschoben (→ siehe Hintergrund); während der Gesprächsrunde gab es Voice-Overs von Gesprächsteilnehmern, die auf eine ironische Art kritisierend wirkten.                                                                                |
| 08    | 1. Oktober 2017           | Sascha Lobo (Blogger) Leander Haußmann (Regisseur) Insa Thiele-Eich (Astronautenkandidatin) Sabrina Setlur (Rapperin)            | Besonderheit: Böhmermann und Schulz legten zu Beginn 1000 € auf den Tisch, über deren Verwendung diskutiert werden sollte. Das Geld wurde schließlich kurz vor Ende einem Passanten vor dem Studio geschenkt, wofür Moderatoren, Gäste und Publikum das Studio verließen.                             |
| 09    | 5. November 2017          | Giulia Siegel (Model) Gerald Hensel (Werbe-Stratege) Adele Neuhauser (Schauspielerin) Frederick Lau (Schauspieler)               | Besonderheit: Die Sendung wurde in zwei Teile zu je 30 Minuten geteilt. Den ersten Teil moderierte Olli Schulz und den zweiten Jan Böhmermann. |
| 10    | 3. Dezember 2017          | Seyran Ateş (Frauenrechtlerin) LeFloid (Webvideoproduzent) Christian Lorenz (Musiker)                                            | Besonderheiten: Anstelle eines vierten Gastes nahm Sibylle Berg als zusätzliche Moderatorin an der Sendung teil, der Sendungstitel wurde dementsprechend als "Schulz, Berg & Böhmermann" eingeblendet. Allen sechs Personen wurde im Lauf der Sendung von Olli Schulz zubereitetes Labskaus serviert. |

## Einschaltquoten
Bereits die Premierensendung auf ZDFneo erzielte höhere Zuschauerzahlen als die Vorgängersendung Roche & Böhmermann. Die Folgen werden immer zuvor um 20:15 in der ZDFmediathek veröffentlicht. Die 2. Staffel wechselte den Sendeplatz und wurde von 22:45 auf 23:15 verschoben.
| Ausgabe gesamt | Ausgabe Staffel | Datum         | Zuschauer | Zuschauer       | Marktanteil | Marktanteil     | Quelle        |
| Ausgabe gesamt | Ausgabe Staffel | Datum         | gesamt    | 14 bis 49 Jahre | gesamt      | 14 bis 49 Jahre | Quelle        |
| -------------- | --------------- | ------------- | --------- | --------------- | ----------- | --------------- | ------------- |
| Staffel 1      |                 |               |           |                 |             |                 |               |
| 01             | 1               | 10. Jan. 2016 | 0,40 Mio. | 0,30 Mio.       | 2,0 %       | 3,6 %           | [ 11 ]        |
| 02             | 2               | 17. Jan. 2016 | 0,33 Mio. | –               | 1,5 %       | 2,8 %           | [ 12 ] [ 13 ] |
| 03             | 3               | 24. Jan. 2016 | 0,12 Mio. | 0,06 Mio.       | 0,6 %       | 0,7 %           | [ 14 ]        |
| 04             | 4               | 31. Jan. 2016 | 0,18 Mio. | 0,11 Mio.       | 0,9 %       | 1,3 %           | [ 15 ]        |
| 05             | 5               | 31. Jan. 2016 | 0,13 Mio. | –               | 1,2 %       | 1,7 %           | [ 16 ]        |
| Staffel 2      |                 |               |           |                 |             |                 |               |
| 06             | 01              | 5. März 2017  | 0,16 Mio. | 0,06 Mio.       | 1,1 %       | 1,0 %           | [ 17 ]        |
| 07             | 02              | 2. Apr. 2017  | 0,18 Mio. |                 | 1,3 %       | 1,2 %           | [ 18 ]        |
| 08             | 03              | 7. Mai 2017   | 0,13 Mio. | 0,05 Mio.       | 0,9 %       | 1,1 %           | [ 19 ]        |
| 09             | 04              | 4. Juni 2017  | 0,22 Mio. | 0,12 Mio.       | 1,3 %       | 1,7 %           | [ 20 ]        |
| 11             | 06              | 6. Aug. 2017  | 0,18 Mio. |                 | 1,3 %       |                 | [ 21 ]        |
| 12             | 07              | 12. Nov. 2017 | 0,09 Mio. |                 | 1,1 %       | 0,2 %           | [ 22 ]        |
| 13             | 08              | 1. Okt. 2017  | 0,18 Mio. | 0,06 Mio.       | 1,3 %       | 1,1 %           | [ 23 ]        |
| 14             | 09              | 5. Nov. 2017  | 0,15 Mio. |                 |             | 2,4 %           | [ 24 ]        |
| 15             | 10              | 3. Dez. 2017  | 0,09 Mio. |                 | 0,6 %       | 0,3 %           | [ 25 ]        |

## Auszeichnungen
Die Deutsche Akademie für Fernsehen verlieh Schulz & Böhmermann am 28. Oktober 2017 den Preis in der Kategorie Fernseh-Unterhaltung.